# Attentats de décembre 2015 à Aden
Pour les articles homonymes, voir attentat d'Aden.
Les attentats du 6 décembre 2015 à Aden sont perpétrés par la branche yéménite de l'organisation terroriste État islamique contre le convoi du gouverneur d'Aden, le général Jaafar Mohammed Saad. La veille, un attentat similaire avait tué un juge antiterroriste. 
Le bilan est de 7 morts dont 6 gardes du corps du gouverneur pour la deuxième attaque. Le premier attentat a tué un juge antiterroriste.